# University of Cincinnati

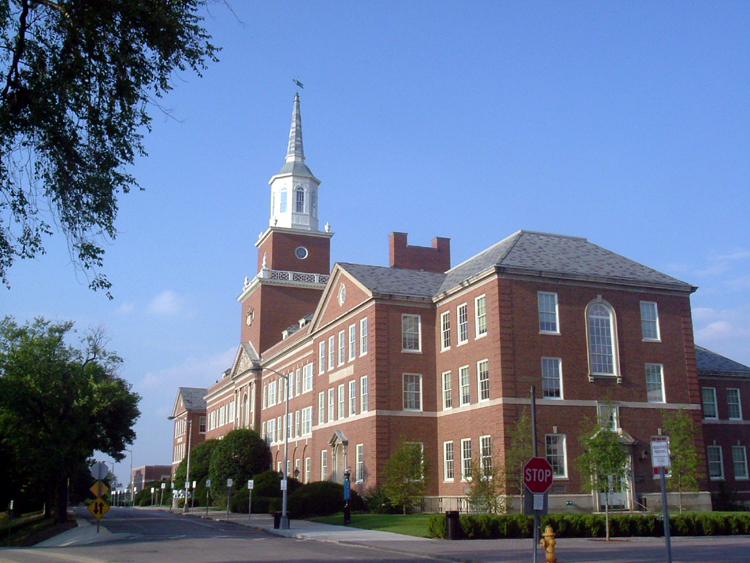
McMicken Hall.

University of Cincinnati är ett universitet beläget i Cincinnati, Ohio, USA.